# Sproeier (carburateur)

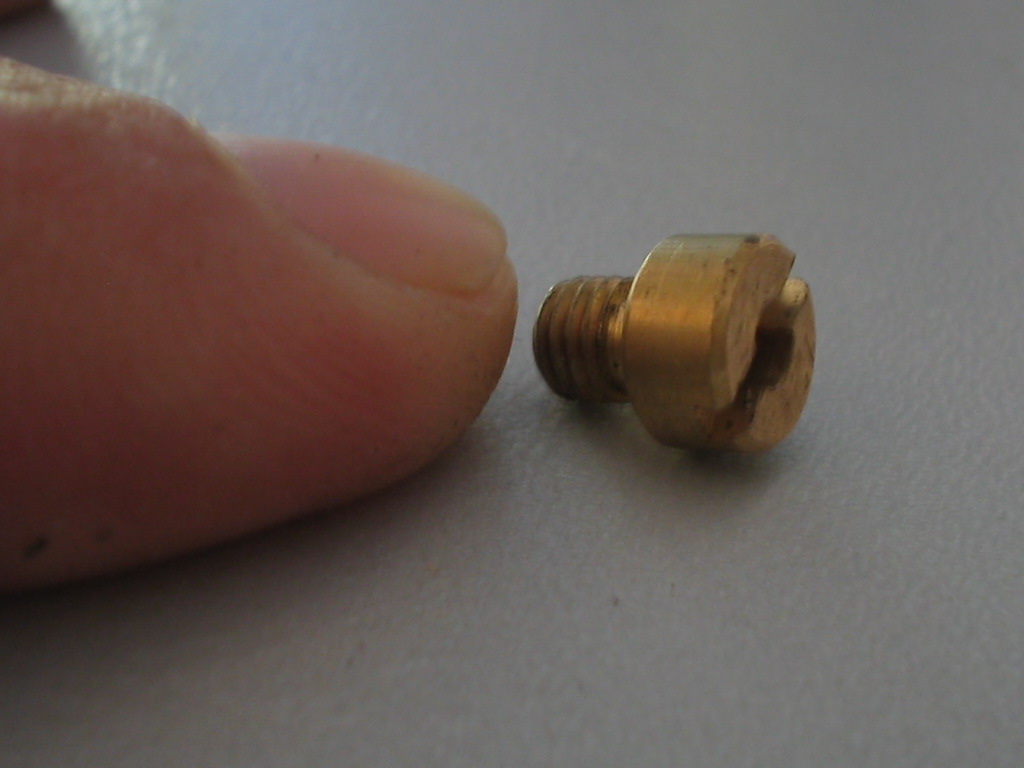
Sproeier voor een 2cv carburateur

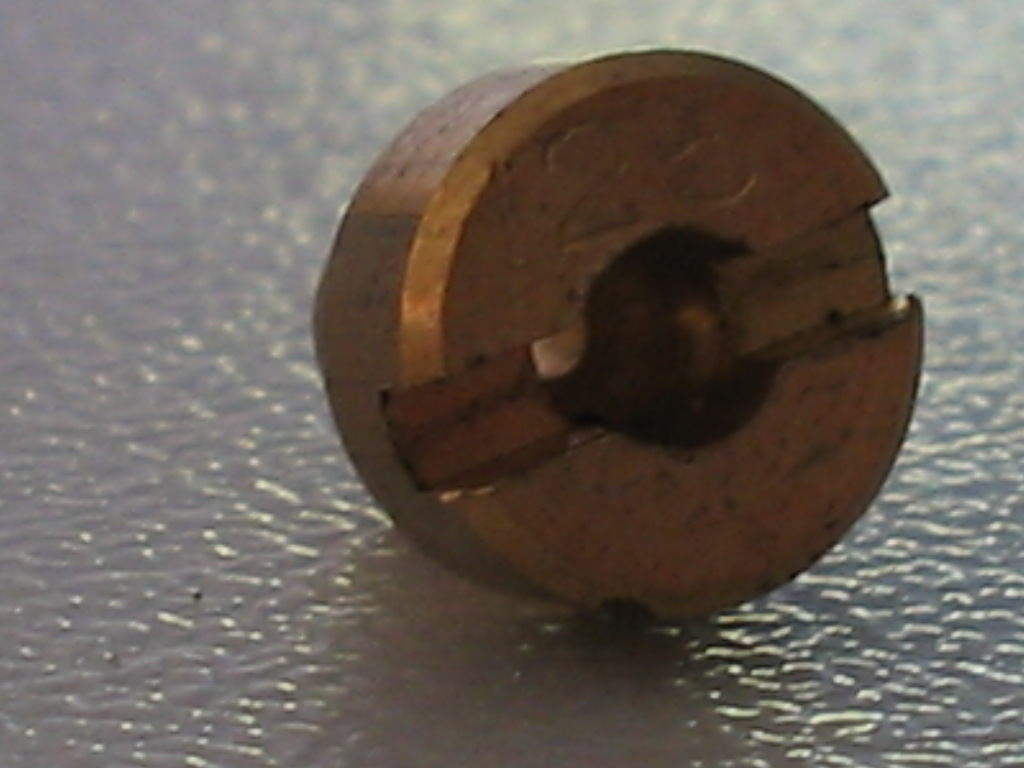
De sproeier heeft de maat 125 (is in dit geval 1.25 mm)

Een sproeier is een gecalibreerde brandstofdoorlaat in een carburateur. De grootte en vorm van de boring bepalen het mengsel van de motor. Een sproeier ziet eruit als een messing schroef met een klein gaatje erin.

## Sproeiers in carburateurs
Het gaatje van een sproeier dient om een goed brandbaar lucht-benzine mengsel te creëren. Hiervoor is het belangrijk om de juiste maat sproeier te hebben.
Een te grote sproeier zorgt meestal voor een te rijk benzinemengsel, een te kleine sproeier zorgt meestal voor een te arm benzinemengsel. Bij tweetaktmotoren is een te arm mengsel vaak de oorzaak van een vastloper.
Er zitten op de carburateur twee belangrijke schroeven, de luchtschroef (waarmee de hoeveelheid lucht afgesteld kan worden) en de stationairs-schroef, die zodanig afgesteld moet worden, dat de motor stationair blijft lopen. In het bakje aan de onderkant van de carburateur (vlotterbakje) zitten een aantal goudkleurige schroeven, met 1 gaatje in het midden, dat zijn de sproeiers, de grootste in het midden is de belangrijkste, daardoor gaat de benzine, die uit de tank komt, de carburateur in.
De maten van de sproeiers willen nogal eens verschillen.
De ene fabrikant (bijvoorbeeld het Duitse Bing) gebruikt de maten als volgt: 80 = 0,80 mm.
Andere fabrikanten, vaak niet-Europees, gebruiken andere maten. Daar kan een 80-sproeier dus heel goed een andere diameter hebben dan 0,80 mm. Men geeft dan de oppervlakte óf de luchtdoorvoer aan.
Belangrijk is het daarom om de sproeiers van hetzelfde merk als de carburateur te gebruiken.